# Ланчано
Ланчано (итал. Lanciano) — коммуна и город в Италии, расположена в регионе Абруццо, подчиняется административному центру Кьети.
Население составляет 36 228 человек (на 2004 г.), плотность населения составляет 541 чел./км². Занимает площадь 66 км². Почтовый индекс — 66034. Телефонный код — 0872.
Покровительницей коммуны почитается Пресвятая Богородица (Madonna del Ponte), чья статуя находится в Базилике Мадонна дель Понте. Праздник ежегодно празднуется 16 сентября.
Город заменит благодаря Ланчанскому чуду, произошедшему в нем в VIII веке.